# Ivan Baranka
Ivan Baranka (* 19. května 1985 Ilava) je slovenský hokejový trenér a bývalý obránce.

## Hráčská kariéra
S profesionálním seniorským hokejem začínal ve druhé nejvyšší soutěží za tým Spartak Dubnica nad Váhom v sezóně 2002/03. V létě roku 2003 ho draftoval tým New York Rangers v 2. kole celkově 50. v pořadí. Poté odešel do Severní Ameriky, kde hrával dvě sezóny v lize WHL za tým Everett Silvertips. V závěru poslední sezóny ve WHL 2004/05 debutoval v lize AHL za tým Hartford Wolf Pack, který je farmářským týmem New York Rangers. V Hartfordu zůstal a čekal na svůj debut v NHL, kterého se dočkal 21. listopadu 2007 za tým New York Rangers, ve kterém získal první bod v NHL. 15. května 2008 přijal nabídku od ruského klubu HC Spartak Moskva a mimo jiné nově vzniklé lize KHL. Před sezónou 2008/09 uzavřel dvouletý kontrakt se Spartakem Moskva, ale několik střetnutí v první sezóně musel vynechal kvůli zranění klíční kosti a později zlomeného prstu na levé ruce. V sezóně 2010/11 kryl záda českému brankáři Dominiku Haškovi a jeho spoluhráči byla pětice slovenských hokejistů – Štefan Ružička, Branko Radivojevič, Martin Cibák, Jaroslav Obšut a Juraj Mikúš.

## Trenérská kariéra
Ivan Baranka vedl v letech 2021-23 juniorský celek HK Dukla Trenčín na pozici asistenta hlavního trenéra.

## Prvenství

### NHL
- Debut - 21. listopadu 2007 (Tampa Bay Lightning proti New York Rangers)
- První asistence - 21. listopadu 2007 (Tampa Bay Lightning proti New York Rangers)

### KHL
- Debut - 12. září 2008 (HC Spartak Moskva proti CSKA Moskva)
- První gól - 24. září 2008 (HC Spartak Moskva proti Dinamo Riga, lotyšskému brankáři Sergejs Naumovs)
- První asistence - 2. listopadu 2008 (HC Spartak Moskva proti Metallurg Magnitogorsk)

### ČHL
- Debut - 9. září 2016 (HC Vítkovice Ridera proti HC Sparta Praha)
- První gól - 23. září 2016 (HC Vítkovice Ridera proti BK Mladá Boleslav, slovenskému brankáři Janu Lukášovi)
- První asistence - 27. září 2016 (HC Vítkovice Ridera proti HC Energie Karlovy Vary)

## Klubová statistika
| Sezóna       | Klub                      | Soutěž       |     | Základní část | Základní část | Základní část | Základní část | Základní část |   | Play off | Play off | Play off | Play off | Play off |
| Sezóna       | Klub                      | Soutěž       | Z   | G             | A             | B             | TM            | Z             | G | A        | B        | TM       |          |          |
| 2002/2003    | Spartak Dubnica nad Váhom | SHL-20       | 16  | 1             | 5             | 6             | 28            | —             | — | —        | —        | —        |          |          |
| 2002/2003    | Spartak Dubnica nad Váhom | 1.SHL        | 2   | 0             | 0             | 0             | 0             | —             | — | —        | —        | —        |          |          |
| 2003/2004    | Everett Silvertips        | WHL          | 58  | 3             | 12            | 15            | 69            | 20            | 3 | 5        | 8        | 26       |          |          |
| 2004/2005    | Everett Silvertips        | WHL          | 64  | 7             | 16            | 23            | 64            | 11            | 3 | 1        | 4        | 6        |          |          |
| 2004/2005    | Hartford Wolf Pack        | AHL          | —   | —             | —             | —             | —             | 1             | 0 | 0        | 0        | 0        |          |          |
| 2005/2006    | Hartford Wolf Pack        | AHL          | 59  | 5             | 16            | 21            | 87            | —             | — | —        | —        | —        |          |          |
| 2006/2007    | Hartford Wolf Pack        | AHL          | 54  | 3             | 20            | 23            | 50            | —             | — | —        | —        | —        |          |          |
| 2007/2008    | Hartford Wolf Pack        | AHL          | 61  | 5             | 21            | 26            | 53            | 5             | 0 | 2        | 2        | 2        |          |          |
| 2007/2008    | New York Rangers          | NHL          | 1   | 0             | 1             | 1             | 0             | —             | — | —        | —        | —        |          |          |
| 2008/2009    | HK Spartak Moskva         | KHL          | 47  | 2             | 8             | 10            | 50            | 6             | 1 | 2        | 3        | 6        |          |          |
| 2009/2010    | HK Spartak Moskva         | KHL          | 55  | 10            | 22            | 32            | 56            | 10            | 2 | 2        | 4        | 12       |          |          |
| 2010/2011    | HK Spartak Moskva         | KHL          | 50  | 8             | 9             | 17            | 48            | 3             | 1 | 2        | 3        | 4        |          |          |
| 2011/2012    | HK Spartak Moskva         | KHL          | 47  | 5             | 16            | 21            | 40            | —             | — | —        | —        | —        |          |          |
| 2012/2013    | Salavat Julajev Ufa       | KHL          | 43  | 2             | 6             | 8             | 26            | —             | — | —        | —        | —        |          |          |
| 2013/2014    | Avangard Omsk             | KHL          | 47  | 1             | 19            | 20            | 30            | —             | — | —        | —        | —        |          |          |
| 2014/2015    | HC Slovan Bratislava      | KHL          | 45  | 4             | 8             | 12            | 46            | —             | — | —        | —        | —        |          |          |
| 2015/2016    | Rögle BK                  | SEL          | 40  | 3             | 6             | 9             | 20            | —             | — | —        | —        | —        |          |          |
| 2016/2017    | HC Vítkovice Ridera       | ČHL          | 33  | 4             | 5             | 9             | 43            | 5             | 0 | 0        | 0        | 2        |          |          |
| 2017/2018    | HC Vítkovice Ridera       | ČHL          | 47  | 3             | 21            | 24            | 36            | 4             | 1 | 1        | 2        | 4        |          |          |
| 2018/2019    | HC Vítkovice Ridera       | ČHL          | 34  | 3             | 5             | 8             | 14            | —             | — | —        | —        | —        |          |          |
| 2018/2019    | HC Kometa Brno            | ČHL          | 8   | 2             | 1             | 3             | 4             | 8             | 0 | 2        | 2        | 0        |          |          |
| 2019/2020    | HC Kometa Brno            | ČHL          | 33  | 1             | 2             | 3             | 8             | —             | — | —        | —        | —        |          |          |
| Celkem v ČHL | Celkem v ČHL              | Celkem v ČHL | 155 | 13            | 33            | 47            | 105           | 17            | 1 | 3        | 4        | 6        |          |          |
| Celkem v KHL | Celkem v KHL              | Celkem v KHL | 334 | 32            | 88            | 120           | 296           | 19            | 4 | 6        | 10       | 22       |          |          |

## Reprezentační statistiky
Po zranění Richarda Lintnera ho trenér Ján Filc dodatečně nominoval na ZOH 2010 .
| Rok                       | Tým                       | Soutěž                    | Z  | G | A | B | TM |
| ------------------------- | ------------------------- | ------------------------- | -- | - | - | - | -- |
| 2003                      | Slovensko 18              | MS-18                     | 7  | 1 | 1 | 2 | 8  |
| 2004                      | Slovensko 20              | MSJ                       | 6  | 1 | 1 | 2 | 8  |
| 2005                      | Slovensko 20              | MSJ                       | 6  | 0 | 1 | 1 | 4  |
| 2009                      | Slovensko                 | MS                        | 6  | 0 | 1 | 1 | 4  |
| 2010                      | Slovensko                 | OH                        | 7  | 1 | 0 | 1 | 0  |
| 2011                      | Slovensko                 | MS                        | 6  | 0 | 0 | 0 | 4  |
| 2012                      | Slovensko                 | MS                        | 10 | 0 | 3 | 3 | 2  |
| 2014                      | Slovensko                 | OH                        | 3  | 0 | 0 | 0 | 0  |
| 2015                      | Slovensko                 | MS                        | 3  | 0 | 0 | 0 | 4  |
| 2018                      | Slovensko                 | OH                        | 4  | 0 | 0 | 0 | 2  |
| Juniorská kariéra celkově | Juniorská kariéra celkově | Juniorská kariéra celkově | 19 | 2 | 3 | 5 | 20 |
| Seniorská kariéra celkově | Seniorská kariéra celkově | Seniorská kariéra celkově | 39 | 1 | 4 | 5 | 16 |